# Michio Kaku
Michio Kaku (jap. 加來道雄 Kaku Michio; ur. 24 stycznia 1947 w San Jose) – amerykańsko-japoński fizyk teoretyk, futurolog i popularyzator nauki, profesor Uniwersytetu Nowojorskiego i kierownik jego katedry fizyki teoretycznej. Jego specjalność to fizyka cząstek elementarnych, zwłaszcza teoria strun.
Kaku to autor ponad 70 prac i kilkunastu książek, z których kilka stało się bestsellerami; gospodarz programów radiowych i telewizyjnych. Interesuje się też fantastyką i gadżetami w niej występującymi (np. miecz świetlny, roboty). Prowadzi program telewizyjny Fantastyka w laboratorium.

## Życiorys
Michio Kaku przyszedł na świat w 1947 roku w San Jose w stanie Kalifornia. Jego matka i ojciec byli przedstawicielami drugiego pokolenia Amerykanów japońskiego pochodzenia. Jak wspomina Kaku, jego dziadek przyjechał do Stanów Zjednoczonych, żeby wziąć udział w pracach porządkowych po trzęsieniu ziemi w San Francisco w 1906 roku, a rodzice Kaku urodzili się już w Kalifornii. W czasie II wojny światowej oboje trafili do obozu Tule Lake War Relocation Center, gdzie się poznali i gdzie przyszedł na świat starszy brat Kaku.
Według Kaku, przełomem w wyborze ścieżki kariery naukowej okazało się zobaczenie zdjęcia przedstawiającego biurko Alberta Einsteina tuż po jego śmierci. Zaintrygowało go, że Einstein nie zdążył ukończyć swojej teorii jednolitego pola, co skłoniło Kaku do złożenia sobie obietnicy, iż poświęci życie na rozwiązanie tego problemu. Jeszcze w szkole średniej, na potrzeby konkursu naukowego, skonstruował w garażu rodziców tzw. „atom smasher” o energii 2,3 eV. Urządzenie, wykonane ze złomu metalowego i 22 mil (35 km) drutu, było dostatecznie silne, by wytwarzać antymaterię. Podczas krajowego finału konkursu naukowego w Albuquerque (Nowy Meksyk) zwrócił na siebie uwagę fizyka Edwarda Tellera, który wziął go pod swoje skrzydła i przyznał mu stypendium Hertz Engineering Scholarship.
Kaku studiował w Harvard College, gdzie mieszkał w Leverett House, a w 1968 roku ukończył uczelnię z najwyższym wyróżnieniem (summa cum laude), zajmując pierwsze miejsce wśród studentów fizyki. Dalszą edukację kontynuował w Berkeley Radiation Laboratory na Uniwersytecie Kalifornijskim w Berkeley, gdzie uzyskał tytuł doktora, a w 1972 roku rozpoczął wykłady na Uniwersytecie Princeton.
W 1968 roku, w trakcie wojny w Wietnamie, Kaku – będąc na liście poborowych – dołączył do Armii Stanów Zjednoczonych i pozostał w służbie do 1970 roku. Podstawowe przeszkolenie wojskowe przeszedł w Fort Benning w stanie Georgia, a szkolenie dla piechoty zaawansowanej w Fort Lewis (Waszyngton). Ostatecznie jednak nie został wysłany do Wietnamu.

## Książki wydane po polsku
1. Beyond Einstein: Superstrings and the Quest for the Final Theory, współautorka: Jennifer Trainer;
  - 1993: Dalej niż Einstein: kosmiczna pogoń za teorią wszechświata, tłum. Katarzyna Lipszyc, Warszawa: Państwowy Instytut Wydawniczy, ISBN 83-06-02222-X.
2. Hyperspace: A Scientific Odyssey Through Parallel Universes, Time Warps, and the Tenth Dimension;
  - 1995: Hiperprzestrzeń: naukowa podróż przez wszechświaty równoległe, pętle czasowe i dziesiąty wymiar, Warszawa: Prószyński i S-ka, ISBN 83-86669-52-7.
3. Visions: How Science Will Revolutionize the 21st Century and Beyond;
  - 2000: Wizje, czyli jak nauka zmieni świat w XXI wieku, Warszawa: Prószyński i S-ka, ISBN 83-7255-049-2.
4. Parallel Worlds: A Journey through Creation, Higher Dimensions, and the Future of the Cosmos;
  - 2006: Wszechświaty równoległe: Powstanie Wszechświata, wyższe wymiary i przyszłość kosmosu, Warszawa: Prószyński i S-ka, ISBN 83-7469-410-6, ISBN 978-83-7469-410-0.
5. Physics of the Impossible;
  - 2009: Fizyka rzeczy niemożliwych. Fazery, pola siłowe, teleportacja i podróże w czasie, Warszawa: Prószyński i S-ka, ISBN 978-83-7648-145-6.
6. Physics of the Future: How Science Will Shape Human Destiny and Our Daily Lives by the Year 2100;
  - 2011: Fizyka przyszłości. Nauka do 2100 roku, Warszawa: Prószyński i S-ka, ISBN 978-83-7648-837-0.
7. Einstein’s Cosmos: How Albert Einstein’s Vision Transformed Our Understanding of Space and Time;
  - 2012: Kosmos Einsteina. Jak wizja wielkiego fizyka zmieniła nasze rozumienie czasu i przestrzeni, Warszawa: Prószyński i S-ka, ISBN 978-83-7839-114-2.
8. The Future of the Mind: The Scientific Quest to Understand, Enhance, and Empower the Mind;
  - 2014: Przyszłość umysłu. Dążenie nauki do zrozumienia i udoskonalenia naszego umysłu, Warszawa: Prószyński i S-ka, ISBN 978-83-7961-054-9.
9. The Future of Humanity: Terraforming Mars, Interstellar Travel, Immortality, and Our Destiny Beyond Earth;
  - 2018: Przyszłość ludzkości. Podbój Marsa, podróże międzygwiezdne, nieśmiertelność i nasze miejsce poza Ziemią, Warszawa: Prószyński i S-ka, ISBN 978-83-8123-904-2.
10. The God Equation: The Quest for a Theory of Everything;
  - 2021: Boskie równanie. W poszukiwaniu teorii wszystkiego, tłum. Ewa L. Łokas, Bogumił Bieniok, Warszawa: Prószyński i S-ka, ISBN 978-83-8234233-8.
11. Quantum Supremacy: How the Quantum Computer Revolution Will Change Everything;
  - 2023: Kwantowa dominacja. Jak komputery kwantowe odmienią nasz świat, tłum. Ewa L. Łokas, Bogumił Bieniok, Warszawa: Prószyński i S-ka, ISBN 978-83-8352-092-6.

## Życie prywatne
Kaku jest żonaty z Shizue Kaku. Mają dwie córki. Lubi jeździć na łyżwach figurowych jako hobby rekreacyjne.